# Canal Vaskjala-Ülemiste
Le canal Vaskjala-Ülemiste (en estonien : Vaskjala-Ülemiste kanal) ou  canal Pirita jõe–Ülemiste (en estonien : Pirita jõe–Ülemiste kanal) est un canal dans le comté de Harju en Estonie.

## Présentation
Le canal est situé dans la commune de Rae et à Tallinn.
Le canal commence au réservoir de Vaskjala et se jette dans le lac Ülemiste.
Le canal fait partie du système d'approvisionnement en eau de Tallinn,.

## Caractéristiques et débit du canal
Le lac artificiel de Vaskjala est situé dans le quartier résidentiel de Vaskjala, à l'est de Jüri.
Il y a un barrage de régulation sur la rive nord-ouest du lac artificiel, là où commence le canal.
La longueur totale du canal est de 10,8 km et il s'étend principalement vers le nord-est, en suivant le marais Rae rabaa.
Le débit moyen du canal est de 6 m³/s,,.

## Histoire
Afin de pallier la pénurie d'eau a Tallinn, l'eau de la rivière Pirita a été utilisée en 1922 à l'aide du canal Pirita-Ülemiste long de 10,5 km et de la station de pompage située le long de la rivière Pirita.
Après la reconstruction en 1970 du canal et la construction du barrage-régulateur de Vaskjala, là où le niveau d'eau est plus élevé pour que l'eau s'écoule d'elle-même jusqu'au canal, il fut possible de diriger l'eau vers le lac Ülemiste avec un débit pouvant atteindre 6 m³/s.